# Bourne End, Buckinghamshire
Bourne End är en ort i Storbritannien.   Den ligger i kommunen Buckinghamshire och riksdelen England, i den södra delen av landet, 40 km väster om huvudstaden London. Bourne End ligger 31 meter över havet och antalet invånare är 5 320.
Terrängen runt Bourne End är huvudsakligen platt. Bourne End ligger nere i en dal. Runt Bourne End är det tätbefolkat, med 442 invånare per kvadratkilometer. Närmaste större samhälle är Slough, 11,0 km sydost om Bourne End. I omgivningarna runt Bourne End växer i huvudsak blandskog.